# Hopej China Fortune FC
A Hopej China Fortune FC egy 2010-ben alapított kínai labdarúgóklub. Székhelye Qinhuangdao városában található. Jelenleg a kínai első osztályban szerepel.

## Keret
2016 március 1. szerint
| #  |      | Poszt | Név              |
| -- | ---- | ----- | ---------------- |
| 1  | Kína | K     | Ou Ya            |
| 2  | Kína | V     | Du Wenyang       |
| 3  | Kína | KP    | Zhang Gen        |
| 4  | CHN  | V     | Jin Yangyang     |
| 5  | Kína | V     | Du Wei (csk)     |
| 6  | Kína | KP    | Luo Senwen       |
| 7  | CHN  | CS    | Jiang Ning       |
| 8  | Kína | KP    | Jia Xiaochen     |
| 9  | Kína | CS    | Dong Xuesheng    |
| 10 | ARG  | CS    | Ezequiel Lavezzi |
| 11 | CHN  | KP    | Gui Hong         |
| 13 | Kína | KP    | Li Haoran        |
| 15 | Kína | KP    | Wang Quan        |
| 16 | CHN  | V     | Liao Junjian     |
| 17 | Kína | KP    | Zhu Haiwei       |

| #  |      | Poszt | Név                                      |
| -- | ---- | ----- | ---------------------------------------- |
| 18 | Kína | KP    | Lu Yang                                  |
| 19 | Kína | K     | Yang Cheng                               |
| 20 | Kína | CS    | Vang Jang                                |
| 21 | FRA  | KP    | Gaël Kakuta                              |
| 22 | TUR  | V     | Ersan GülümSablon:Ref                    |
| 23 | Kína | V     | Xu Xiaolong                              |
| 24 | CHN  | V     | Yang Wenji                               |
| 25 | CMR  | KP    | Stéphane Mbia                            |
| 27 | CIV  | CS    | Gervinho                                 |
| 28 | Kína | KP    | Geng Jiaqi                               |
| 29 | Kína | KP    | Zhang Lifeng                             |
| 30 | Kína | KP    | Li Hang                                  |
| 32 | CHN  | V     | Ding Haifeng                             |
| 33 | Kína | V     | Gao Zhunyi (kölcsönben Shandong Luneng)  |
| 35 | Kína | K     | Zhou Yuchen (kölcsönben Shandong Luneng) |

## Sikerek
Kínai labdarúgó-bajnokság (másodosztály)
- Ezüstérmes: 2015

Kínai labdarúgó-bajnokság (harmadosztály)
- Ezüstérmes: 2013